# Pål Tyldum
Pål Tyldum   (Høylandet, 28 de març de 1942) és un esquiador de fons noruec, ja retirat, que va aconseguir medalles olímpiques en tres Jocs diferents.

## Carrera esportiva
Especialista en llargues distàncies, participà en els Jocs Olímpics d'Hivern de 1968 realitzats a Grenoble (França), on finalitzà setè en la prova de 15 quilòmetre; quart en la prova de 50 km i, finalment, la medalla d'or en la prova de relleus 4x10 quilòmetres amb l'equip noruec. En els Jocs Olímpics d'Hivern de 1972 realitzats a Sapporo (Japó) aconseguí guanyà la medalla d'or en la prova de 50 quilòmetre i la medalla de plata en les proves de 30 km i la de relleus 4x10 quilòmetres. Tornà a participar en els Jocs Olímpics d'Hivern de 1976 realitzats a Innsbruck (Àustria), finalitzant 20è en la prova de 15 quilòmetres, setè en la prova de 50 km i segon en la prova de relleus 4x10 quilòmetres.
Al llarg de la seva carrera aconseguí guanyar set títols nacionals d'esquí de fons.